# Justin Long
Justin Jacob Long (Fairfield, 2 juni 1978) is een Amerikaans acteur die het meest bekend is van zijn rollen in de films Waiting..., Accepted, Dodgeball, Die Hard 4.0 en van de televisieserie Ed. Ook speelde hij de hoofdrol in Jeepers Creepers en Jeepers Creepers 2.

## Biografie

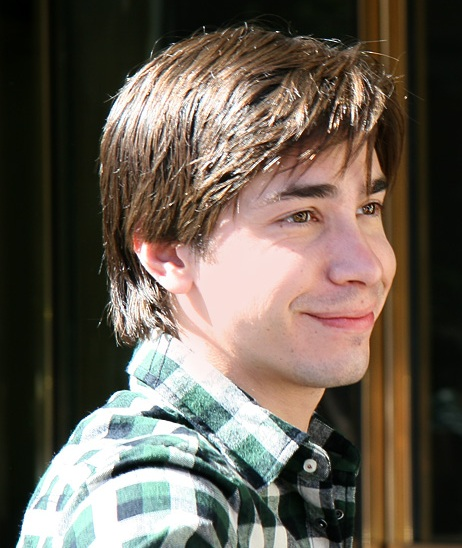
Justin Long (2007)

Long werd geboren in Fairfield, een plaats in de Amerikaanse staat Connecticut. Zijn moeder, Wendy Lesniak, is een toneelactrice, en zijn vader, R. James Long, is een filosofieleraar aan Fairfield University. Hij heeft twee broers, een oudere broer genaamd Damian die leraar Engels is aan een middelbare school, en een jongere broer genaamd Christian, die te zien was in de film Accepted. Long groeide op in een "conservatieve" katholieke familie. Hij zat in zijn middelbareschoolperiode op Fairfield College Preparatory School, een Jezuïetenschool in Fairfield. Daarna studeerde hij aan Vassar College, waar hij lid was van de komediesketchgroep Laughing Stock en waar hij speelde in diverse toneelstukken, waaronder in Butterflies are Free. Op een universiteit in Fairfield gaf hij acteercursussen. Nadat hij de school verliet besloot hij zich op het acteren te storten.
In 1999 speelde Long in zijn eerste grote film, Galaxy Quest. Grotere rollen had hij in de films Jeepers Creepers, Dodgeball: A True Underdog Story, Crossroads, Dreamland en Waiting..... In de periode 2000-2004 was hij ook regelmatig te zien in de televisieserie Ed, waarin hij de sociaal onhandige student Warren Cheswick speelde. Long had daarna rollen in The Break-Up en speelde de hoofdrol in de komediefilm Accepted uit 2006. In 2007 was hij te zien in Die Hard 4.0, waarin hij een computerhacker speelt die samen met Bruce Willis tegen terrorisme moet strijden. Hetzelfde jaar speelde hij ook in The Sasquatch Dumpling Gang, het vervolg op de low budget komediefilm Napoleon Dynamite uit 2004.
In de Verenigde Staten is Long bekend van zijn rollen in reclamefilmpjes van Apple. In die reclamefilmpjes speelt Long de rol van een Mac (computer) en John Hodgman de rol van een pc. In komische sketches laten ze zien dat een Mac veel meer mogelijkheden heeft dan de zwakke pc. In de Netflix-serie Skylanders Academy spreekt hij de stem van Spyro in.

## Filmografie
| Jaar | Titel                                  | Rol               | Opmerkingen                 |
| ---- | -------------------------------------- | ----------------- | --------------------------- |
| 1999 | Galaxy Quest                           | Brandon           |                             |
| 2001 | Jeepers Creepers                       | Darry Jenner      |                             |
| 2001 | Happy Campers                          | Donald            |                             |
| 2002 | Crossroads                             | Henry             |                             |
| 2003 | Jeepers Creepers 2                     | Darry Jenner      |                             |
| 2004 | Wake Up, Ron Burgundy: The Lost Movie  | Chris Harken      |                             |
| 2004 | Dodgeball: A True Underdog Story       | Justin            |                             |
| 2004 | Hair High                              | Dwayne            | Stem                        |
| 2004 | Raising Genius                         | Hal Nestor        |                             |
| 2005 | Herbie Fully Loaded                    | Kevin             |                             |
| 2005 | Waiting...                             | Dean              |                             |
| 2005 | Robin's Big Date                       | Robin             |                             |
| 2006 | Idiocracy                              | Dr. Lexus         |                             |
| 2006 | That '70s Show                         | Andrew Davis      | Televisieserie:1 aflevering |
| 2006 | Applereclamecampagne "Get a Mac"       | Macintosh         | Televisiereclame            |
| 2006 | Accepted                               | Bartleby Gaines   |                             |
| 2006 | Dreamland                              | Mookie            |                             |
| 2006 | The Break-Up                           | Christopher       |                             |
| 2007 | Patriotville                           | Chase Revere      |                             |
| 2007 | Die Hard 4.0                           | Matthew Farrell   |                             |
| 2007 | One Part Sugar                         | Spoonie           |                             |
| 2007 | The Sasquatch Dumpling Gang            | Zerk Wilder       |                             |
| 2007 | Strange Wilderness                     | Junior            | Stem                        |
|      | Alvin and the Chipmunks                | Alvin             | Stem                        |
| 2008 | Terra                                  |                   | Stem                        |
| 2008 | The Tale of Despereaux                 | Despereaux        | Stem                        |
| 2008 | Zack and Miri Make a Porno             | Brandon St. Randy |                             |
| 2009 | He's Just Not That Into You            | Alex              |                             |
| 2009 | Alvin and the Chipmunks 2              | Alvin             | Stem                        |
| 2009 | After.Life                             | Paul Coleman      |                             |
| 2009 | Drag Me to Hell                        | Clay Dalton       |                             |
| 2010 | Megamind                               | Brainbots         | Stem                        |
| 2010 | Going the Distance                     | Garrett           |                             |
| 2010 | The Conspirator                        | Nicholas Baker    |                             |
| 2010 | Alpha and Omega                        | Humphrey          | Stem                        |
| 2010 | Free Hugs                              | Checkout Boy      |                             |
| 2011 | Ten Year                               | Marty             |                             |
| 2011 | Martha Stewart's Haunted House         | Teenage Werewolf  | Televisieserie              |
| 2011 | That Is All                            | Onbekend          | Televisieserie              |
| 2011 | New Girl                               | Paul              | Televisieserie              |
| 2011 | Alvin en de Chipmunks 3                | Alvin             | Stem                        |
| 2012 | Lumpy                                  | Scott             |                             |
| 2013 | iSteve                                 | Steve Jobs        |                             |
| 2013 | Walking with Dinosaurs                 | Patchi            | Stem                        |
| 2014 | Tusk                                   | Wallace Bryton    |                             |
| 2015 | Alvin and the Chipmunks: The Road Chip | Alvin             | Stem                        |
| 2016 | Lavender                               | Liam              |                             |
| 2022 | Barbarian                              | AJ                |                             |
| 2024 | Spin the Bottle                        | agent Stanton     |                             |
| 2025 | Weapons                                | Gary              |                             |